# 桐城县
桐城县，中国古旧县名。境域现属安徽省桐城市、枞阳县以及宜秀区。明末清初之后，因桐城派仁人士子享有盛名，为方以智、方孝标、方苞、姚鼐等的故乡。
原稱同安縣。後因「同安」聯想為「贊同安祿山」，唐至德二载（757年）改稱「桐城县」，屬盛唐郡，治所在今安徽省桐城市东南。後隸舒州。宋末移治今枞阳县，后又曾移治今池州市贵池区西南李阳河，元移今桐城市。南宋属安庆府，元属安庆路，明、清属安庆府。
1949年2月18日，划桐城东、南乡，庐江、无为两县少量地区设制桐庐县，县治初设项铺镇，后移汤家沟；1951年2月24日更名湖东县；1955年7月1日更名为枞阳县，桐城县和枞阳县先属安庆专区、安庆地区，后属安庆市。
1996年撤销桐城县，改设桐城市。 